# Petrovski (Astracan)
|  | Per a altres significats, vegeu «Petrovski». |

Petrovski (en rus: Петровский) és un poble (un possiólok) de l'óblast d'Astracan, a Rússia, segons el cens del 2010 tenia 16 habitants.